# Torneo Clausura 2020 (Honduras)
El Torneo Clausura 2020 (también llamado Copa Salva Vida de Clausura 2020, por motivos de patrocinio), fue la 77.ª edición de la Liga Nacional de Honduras, siendo el segundo torneo de la Temporada 2019-20. Comenzó a disputarse el día 10 de enero de 2020. El campeón del Torneo Apertura, Clausura y el tercer Lugar de la Tabla General disputará la Liga Concacaf 2020.
Tras la jornada 13 del 15 de marzo de 2020, el torneo Clausura fue suspendido debido a la pandemia de COVID-19 en Honduras. El 29 de abril, el torneo se canceló oficialmente sin que se declarara campeón y no descendiera ningún equipo.

## Sistema de competición

### Fase de clasificación
En la fase de clasificación se observará el sistema de puntos. La ubicación en la tabla general está sujeta a lo siguiente:
- Por juego ganado se obtendrán tres puntos.
- Por juego empatado se obtendrá un punto.
- Por juego perdido no se otorgan puntos.

El campeonato se jugará con un sistema de «todos contra todos» entre los diez equipos participantes. Los partidos estarán definidos en 18 jornadas, y al finalizar las mismas los primeros cinco lugares clasificarán de manera automática a una pentagonal,en partidos «Todos contra Todos» el primer lugar de la tabla de posiciones tiene asegurada la final y de ganar la pentagonal será el campeón; el resto de los equipos quedará sin ninguna opción a pelear por el título.

### Fase final
La fase final se definirá por las siguientes etapas:
- Pentagonal
- Final

A la pentagonal clasificarán los primeros cinco lugares. en partidos «Todos contra Todos» el primer lugar de la tabla de posiciones tiene asegurada la final y de ganar la pentagonal será el campeón y en caso de que sea diferente ganador en la pentagonal se disputarán el título de Campeón del Torneo de Clausura 2020 el primer lugar del campeonato al término de la jornada 18 y el ganador de la pentagonal.

## Información de los equipos

### Equipos participantes
| Equipo            | Ciudad         | Entrenador       | Estadio                                                           | Aforo                | Primera participación |
| ----------------- | -------------- | ---------------- | ----------------------------------------------------------------- | -------------------- | --------------------- |
| Olimpia           | Tegucigalpa    | Pedro Troglio    | Tiburcio Carías Andino                                            | 35,000               | 1965                  |
| Motagua           | Tegucigalpa    | Diego Vásquez    | Tiburcio Carías Andino                                            | 35,000               | 1965                  |
| Real España       | San Pedro Sula | Ramiro Martínez  | General Francisco Morazán Olímpico Metropolitano                  | 20,000 40,000        | 1965                  |
| Marathón          | San Pedro Sula | Héctor Vargas    | General Francisco Morazán Olímpico Metropolitano Yankel Rosenthal | 20,000 40,000 15,000 | 1965                  |
| Vida              | La Ceiba       | Fernando Araújo  | Municipal Ceibeño                                                 | 20,000               | 1965                  |
| Platense          | Puerto Cortés  | Jhon Jairo López | Excelsior                                                         | 15,000               | 1965                  |
| Honduras Progreso | El Progreso    | Julio Rodríguez  | Humberto Micheletti                                               | 5,000                | 1965                  |
| UPNFM             | Choluteca      | Salomón Nazar    | Emilio Williams Agasse                                            | 8,000                | 2017                  |
| Real de Minas     | Danlí          | Tony Hernández   | Marcelo Tinoco                                                    | 5,000                | 2018                  |
| Real Sociedad     | Tocoa          | Mauro Reyes      | Francisco Martínez Durón                                          | 10,000               | 2012                  |

### Equipos por zona geográfica
| Honduras Progreso Motagua Olimpia Real Sociedad Real España Marathón Vida UPNFM Platense Real de Minas \| Departamento \| N.º \| Equipos \| \| ----------------- \| --- \| -------------------------------- \| \| Cortés \| 3 \| Marathon, Platense y Real España \| \| Francisco Morazán \| 2 \| Motagua y Olimpia \| \| Yoro \| 1 \| Honduras Progreso \| \| Atlántida \| 1 \| Vida \| \| Colón \| 1 \| Real Sociedad \| \| Choluteca \| 1 \| UPNFM \| \| El Paraíso \| 1 \| Real de Minas \| |     |                                  |
| Departamento | N.º | Equipos                          |
| Cortés | 3   | Marathon, Platense y Real España |
| Francisco Morazán | 2   | Motagua y Olimpia                |
| Yoro | 1   | Honduras Progreso                |
| Atlántida | 1   | Vida                             |
| Colón | 1   | Real Sociedad                    |
| Choluteca | 1   | UPNFM                            |
| El Paraíso | 1   | Real de Minas                    |

### Cambios de entrenadores
| Equipo            | Entrenador saliente | Jornadas | Nuevo entrenador | Jornadas |
| ----------------- | ------------------- | -------- | ---------------- | -------- |
| Honduras Progreso | Ovidio Fúnez        | Pre.     | Héctor Castellón | 1 - 9    |
| Platense          | Guillermo Bernárdez | 1 - 2    | Nicolás Suazo    | 3 - 5    |
| Platense          | Nicolás Suazo       | 3 - 5    | Jhon Jairo López | 6 -      |
| Honduras Progreso | Héctor Castellón    | 1 - 9    | Julio Rodríguez  | 10 -     |
| Real Sociedad     | Carlos Tábora       | 1 - 13   | Mauro Reyes      | 14 -     |

## Fase de clasificación
| Jornada 1          | Jornada 1 | Jornada 1     | Jornada 1           | Jornada 1   | Jornada 1 |
| Local              | Resultado | Visitante     | Estadio             | Fecha       | Hora      |
| ------------------ | --------- | ------------- | ------------------- | ----------- | --------- |
| Honduras Progreso  | 1 - 1     | Vida          | Humberto Micheletti | 10 de enero | 19:15     |
| Marathón           | 2 - 2     | UPNFM         | Morazán             | 11 de enero | 19:00     |
| Real Sociedad      | 1 - 0     | Real España   | San Jorge           | 12 de enero | 14:00     |
| Platense           | 0 - 3     | Motagua       | Excélsior           | 12 de enero | 16:00     |
| Olimpia            | 2 - 1     | Real de Minas | Morazán             | 12 de enero | 17:00     |
| Total de goles: 13 |           |               |                     |             |           |

| Jornada 2          | Jornada 2 | Jornada 2         | Jornada 2       | Jornada 2   | Jornada 2 |
| Local              | Resultado | Visitante         | Estadio         | Fecha       | Hora      |
| ------------------ | --------- | ----------------- | --------------- | ----------- | --------- |
| Real España        | 2 - 1     | Olimpia           | Olímpico        | 18 de enero | 19:00     |
| UPNFM              | 1 - 1     | Honduras Progreso | Emilio Williams | 18 de enero | 19:00     |
| Vida               | 0 - 0     | Marathón          | Ceibeño         | 18 de enero | 19:15     |
| Real de Minas      | 4 - 0     | Platense          | Marcelo Tinoco  | 19 de enero | 15:00     |
| Motagua            | 2 - 0     | Real Sociedad     | Carlos Miranda  | 19 de enero | 16:00     |
| Total de goles: 11 |           |                   |                 |             |           |

| Jornada 3          | Jornada 3 | Jornada 3         | Jornada 3       | Jornada 3   | Jornada 3 |
| Local              | Resultado | Visitante         | Estadio         | Fecha       | Hora      |
| ------------------ | --------- | ----------------- | --------------- | ----------- | --------- |
| Motagua            | 1 - 1     | Marathón          | Marcelo Tinoco  | 25 de enero | 15:00     |
| Real España        | 0 - 2     | Vida              | Morazán         | 25 de enero | 19:00     |
| UPNFM              | 1 - 1     | Olimpia           | Emilio Williams | 25 de enero | 19:00     |
| Real de Minas      | 1 - 2     | Honduras Progreso | Marcelo Tinoco  | 26 de enero | 15:00     |
| Platense           | 1 - 1     | Real Sociedad     | Excélsior       | 26 de enero | 16:00     |
| Total de goles: 11 |           |                   |                 |             |           |

| Jornada 4          | Jornada 4 | Jornada 4     | Jornada 4           | Jornada 4   | Jornada 4 |
| Local              | Resultado | Visitante     | Estadio             | Fecha       | Hora      |
| ------------------ | --------- | ------------- | ------------------- | ----------- | --------- |
| Real Sociedad      | 1 - 0     | UPNFM         | San Jorge           | 29 de enero | 19:00     |
| Olimpia            | 2 - 0     | Platense      | Carlos Miranda      | 29 de enero | 19:00     |
| Vida               | 3 - 1     | Motagua       | Ceibeño             | 29 de enero | 19:15     |
| Marathón           | 3 - 0     | Real de Minas | Yankel Rosenthal    | 30 de enero | 15:15     |
| Honduras Progreso  | 1 - 2     | Real España   | Humberto Micheletti | 30 de enero | 19:15     |
| Total de goles: 13 |           |               |                     |             |           |

| Jornada 5          | Jornada 5 | Jornada 5     | Jornada 5           | Jornada 5    | Jornada 5 |
| Local              | Resultado | Visitante     | Estadio             | Fecha        | Hora      |
| ------------------ | --------- | ------------- | ------------------- | ------------ | --------- |
| UPNFM              | 1 - 1     | Vida          | Emilio Williams     | 1 de febrero | 19:00     |
| Real de Minas      | 1 - 0     | Real Sociedad | Marcelo Tinoco      | 2 de febrero | 15:00     |
| Honduras Progreso  | 1 - 2     | Marathón      | Humberto Micheletti | 2 de febrero | 15:00     |
| Olimpia            | 1 - 2     | Motagua       | Olímpico            | 2 de febrero | 16:00     |
| Real España        | 2 - 1     | Platense      | Morazán             | 3 de febrero | 19:00     |
| Total de goles: 12 |           |               |                     |              |           |

| Jornada 6          | Jornada 6 | Jornada 6         | Jornada 6          | Jornada 6    | Jornada 6 |
| Local              | Resultado | Visitante         | Estadio            | Fecha        | Hora      |
| ------------------ | --------- | ----------------- | ------------------ | ------------ | --------- |
| Marathón           | 3 - 0     | Real España       | Yankel Rosenthal   | 8 de febrero | 15:00     |
| Vida               | 1 - 1     | Real de Minas     | Ceibeño            | 8 de febrero | 19:15     |
| Real Sociedad      | 2 - 2     | Olimpia           | Francisco Martínez | 9 de febrero | 14:00     |
| Motagua            | 5 - 0     | Honduras Progreso | Nacional           | 9 de febrero | 16:00     |
| Platense           | 0 - 0     | UPNFM             | Excélsior          | 9 de febrero | 16:00     |
| Total de goles: 14 |           |                   |                    |              |           |

| Jornada 7          | Jornada 7 | Jornada 7         | Jornada 7          | Jornada 7     | Jornada 7 |
| Local              | Resultado | Visitante         | Estadio            | Fecha         | Hora      |
| ------------------ | --------- | ----------------- | ------------------ | ------------- | --------- |
| Real Sociedad      | 1 - 2     | Marathón          | Francisco Martínez | 12 de febrero | 15:30     |
| Olimpia            | 5 - 0     | Honduras Progreso | Nacional           | 12 de febrero | 19:00     |
| Real España        | 3 - 0     | Real de Minas     | Morazán            | 12 de febrero | 19:00     |
| UPNFM              | 1 - 3     | Motagua           | Emilio Williams    | 12 de febrero | 19:00     |
| Platense           | 0 - 1     | Vida              | Excélsior          | 12 de febrero | 19:30     |
| Total de goles: 16 |           |                   |                    |               |           |

| Jornada 8          | Jornada 8 | Jornada 8     | Jornada 8           | Jornada 8     | Jornada 8 |
| Local              | Resultado | Visitante     | Estadio             | Fecha         | Hora      |
| ------------------ | --------- | ------------- | ------------------- | ------------- | --------- |
| Motagua            | 1 - 0     | Real España   | Nacional            | 15 de febrero | 19:00     |
| Vida               | 1 - 3     | Olimpia       | Ceibeño             | 15 de febrero | 19:15     |
| Marathón           | 5 - 2     | Platense      | Yankel Rosenthal    | 16 de febrero | 15:00     |
| Real de Minas      | 1 - 0     | UPNFM         | Marcelo Tinoco      | 16 de febrero | 15:30     |
| Honduras Progreso  | 2 - 2     | Real Sociedad | Humberto Micheletti | 16 de febrero | 15:30     |
| Total de goles: 17 |           |               |                     |               |           |

| Jornada 9          | Jornada 9 | Jornada 9 | Jornada 9           | Jornada 9     | Jornada 9 |
| Local              | Resultado | Visitante | Estadio             | Fecha         | Hora      |
| ------------------ | --------- | --------- | ------------------- | ------------- | --------- |
| Honduras Progreso  | 0 - 4     | Platense  | Humberto Micheletti | 21 de febrero | 19:15     |
| Real de Minas      | 0 - 0     | Motagua   | Marcelo Tinoco      | 22 de febrero | 15:30     |
| Real España        | 5 - 0     | UPNFM     | Morazán             | 22 de febrero | 19:00     |
| Real Sociedad      | 1 - 1     | Vida      | Francisco Martínez  | 22 de febrero | 19:00     |
| Olimpia            | 5 - 0     | Marathón  | Nacional            | 23 de febrero | 17:00     |
| Total de goles: 16 |           |           |                     |               |           |

| Jornada 10         | Jornada 10 | Jornada 10        | Jornada 10       | Jornada 10    | Jornada 10 |
| Local              | Resultado  | Visitante         | Estadio          | Fecha         | Hora       |
| ------------------ | ---------- | ----------------- | ---------------- | ------------- | ---------- |
| UPNFM              | 0 - 2      | Real España       | Emilio Williams  | 29 de febrero | 19:00      |
| Marathón           | 1 - 2      | Olimpia           | Yankel Rosenthal | 1 de marzo    | 15:00      |
| Motagua            | 2 - 3      | Real de Minas     | Nacional         | 1 de marzo    | 16:00      |
| Platense           | 4 - 1      | Honduras Progreso | Excélsior        | 1 de marzo    | 16:00      |
| Vida               |            | Real Sociedad     | Ceibeño          | 11 de marzo   | 19:15      |
| Total de goles: 15 |            |                   |                  |               |            |

| Jornada 11        | Jornada 11 | Jornada 11    | Jornada 11          | Jornada 11 | Jornada 11 |
| Local             | Resultado  | Visitante     | Estadio             | Fecha      | Hora       |
| ----------------- | ---------- | ------------- | ------------------- | ---------- | ---------- |
| Real de Minas     | 0 - 3      | Real España   | Marcelo Tinoco      | 4 de marzo | 15:30      |
| Motagua           | 0 - 0      | UPNFM         | Nacional            | 4 de marzo | 19:00      |
| Marathón          | 1 - 2      | Real Sociedad | Morazán             | 4 de marzo | 19:15      |
| Vida              | 0 - 0      | Platense      | Ceibeño             | 4 de marzo | 19:15      |
| Honduras Progreso | 0 - 0      | Olimpia       | Humberto Micheletti | 4 de marzo | 19:15      |
| Total de goles: 6 |            |               |                     |            |            |

| Jornada 12         | Jornada 12 | Jornada 12        | Jornada 12         | Jornada 12 | Jornada 12 |
| Local              | Resultado  | Visitante         | Estadio            | Fecha      | Hora       |
| ------------------ | ---------- | ----------------- | ------------------ | ---------- | ---------- |
| Real España        | 0 - 1      | Motagua           | Morazán            | 7 de marzo | 17:30      |
| UPNFM              | 1 - 0      | Real de Minas     | Emilio Williams    | 7 de marzo | 19:00      |
| Olimpia            | 1 - 1      | Vida              | Nacional           | 7 de marzo | 19:00      |
| Real Sociedad      | 1 - 1      | Honduras Progreso | Francisco Martínez | 8 de marzo | 14:00      |
| Platense           | 2 - 4      | Marathón          | Excélsior          | 8 de marzo | 16:00      |
| Total de goles: 12 |            |                   |                    |            |            |

| Jornada 13         | Jornada 13 | Jornada 13        | Jornada 13         | Jornada 13  | Jornada 13 |
| Local              | Resultado  | Visitante         | Estadio            | Fecha       | Hora       |
| ------------------ | ---------- | ----------------- | ------------------ | ----------- | ---------- |
| Marathón           | 1 - 2      | Honduras Progreso | Yankel Rosenthal   | 14 de marzo | 15:00      |
| Motagua            | 4 - 1      | Olimpia           | Carlos Miranda     | 14 de marzo | 15:30      |
| Vida               | 1 - 1      | UPNFM             | Ceibeño            | 14 de marzo | 19:15      |
| Real Sociedad      | 1 - 4      | Real de Minas     | Francisco Martínez | 15 de marzo | 14:00      |
| Platense           | 2 - 1      | Real España       | Excélsior          | 15 de marzo | 16:00      |
| Total de goles: 18 |            |                   |                    |             |            |

## Torneo Clausura

### Fase regular
Simbología:

Pts: puntos acumulados.

PJ: partidos jugados.

PG: partidos ganados.

PE: partidos empatados.

PP: partidos perdidos.

GF: goles a favor.

GC: goles en contra.

|                                            |     | Equipo            | PJ | G | E | P | GF | GC | Dif. | Pts |
| ------------------------------------------ | --- | ----------------- | -- | - | - | - | -- | -- | ---- | --- |
|                                            | 1.  | Motagua           | 13 | 8 | 3 | 2 | 25 | 10 | +15  | 27  |
|                                            | 2.  | Marathón          | 13 | 7 | 3 | 3 | 25 | 18 | +7   | 24  |
|                                            | 3.  | Olimpia           | 13 | 6 | 4 | 3 | 26 | 15 | +11  | 22  |
|                                            | 4.  | Real España       | 13 | 7 | 0 | 6 | 20 | 13 | +7   | 21  |
|                                            | 5.  | Vida              | 12 | 3 | 8 | 1 | 13 | 10 | +3   | 17  |
|                                            | 6.  | Real de Minas     | 13 | 5 | 2 | 6 | 16 | 18 | -2   | 17  |
|                                            | 7.  | Real Sociedad     | 12 | 3 | 5 | 4 | 13 | 17 | -4   | 14  |
|                                            | 8.  | Platense          | 13 | 3 | 3 | 7 | 16 | 24 | -8   | 12  |
|                                            | 9.  | UPNFM             | 13 | 1 | 7 | 5 | 8  | 18 | -10  | 10  |
|                                            | 10. | Honduras Progreso | 13 | 1 | 5 | 7 | 10 | 29 | -19  | 8   |
| Última actualización: 15 de marzo de 2020. |     |                   |    |   |   |   |    |    |      |     |

|  | Clasificado a la final      |
|  | Clasificado a la fase final |
|  | Último Lugar                |

### Tabla general de la temporada
Simbología:

Pts: puntos acumulados.

PJ: partidos jugados.

PG: partidos ganados.

PE: partidos empatados.

PP: partidos perdidos.

GF: goles a favor.

GC: goles en contra.

|                                            |     | Equipo            | PJ | G  | E  | P  | GF | GC | Dif. | Pts |
| ------------------------------------------ | --- | ----------------- | -- | -- | -- | -- | -- | -- | ---- | --- |
|                                            | 1.  | Olimpia           | 31 | 20 | 6  | 5  | 63 | 27 | +36  | 66  |
|                                            | 2.  | Marathón          | 31 | 19 | 7  | 5  | 64 | 35 | +29  | 64  |
|                                            | 3.  | Motagua           | 31 | 17 | 7  | 7  | 51 | 31 | +20  | 58  |
|                                            | 4.  | Real España       | 31 | 12 | 7  | 12 | 46 | 38 | +8   | 43  |
|                                            | 5.  | Vida              | 30 | 10 | 12 | 8  | 37 | 34 | +3   | 42  |
|                                            | 6.  | Real de Minas     | 31 | 12 | 4  | 15 | 41 | 47 | -6   | 40  |
|                                            | 7.  | UPNFM             | 31 | 8  | 12 | 11 | 32 | 41 | -9   | 36  |
|                                            | 8.  | Platense          | 31 | 9  | 6  | 16 | 44 | 60 | -16  | 33  |
|                                            | 9.  | Real Sociedad     | 30 | 5  | 9  | 16 | 25 | 47 | -22  | 24  |
|                                            | 10. | Honduras Progreso | 31 | 4  | 6  | 21 | 22 | 65 | -43  | 18  |
| Última actualización: 15 de marzo de 2020. |     |                   |    |    |    |    |    |    |      |     |

|  | Octavos de Liga Concacaf 2020          |
|  | Ronda preliminar de Liga Concacaf 2020 |

## Estadísticas

### Clasificados a torneos internacionales
| Clasificado | Liga Concacaf 2020 |
| ----------- | ------------------ |
| Honduras 1  | Olimpia            |
| Honduras 2  | Marathón           |
| Honduras 3  | Motagua            |

### Promedio de Descenso
| Pos  | Equipo            | Ap. 2019 | Cl. 2020 | Total | PJ | Promedio |
| ---- | ----------------- | -------- | -------- | ----- | -- | -------- |
| 1.º  | Olimpia           | 44       | 22       | 66    | 31 | 2.1290   |
| 2.º  | Marathón          | 40       | 24       | 64    | 31 | 2.0645   |
| 3.º  | Motagua           | 31       | 27       | 58    | 31 | 1.8709   |
| 4.º  | Real España       | 22       | 21       | 43    | 31 | 1.3870   |
| 5.º  | Vida              | 25       | 17       | 42    | 30 | 1.4      |
| 6.º  | Real de Minas     | 23       | 17       | 40    | 31 | 1.2903   |
| 7.º  | UPNFM             | 26       | 10       | 36    | 31 | 1.1612   |
| 8.º  | Platense          | 21       | 12       | 33    | 31 | 1.0645   |
| 9.º  | Real Sociedad     | 10       | 14       | 24    | 30 | 0.8      |
| 10.º | Honduras Progreso | 10       | 8        | 18    | 31 | 0.5806   |

|  |                                                                                              |
|  | El equipo que ocupe esta posición al finalizar la temporada descenderá a la Liga de Ascenso. |

### Goleadores
| Pos.                                      | Jugador          | Equipo            | Goles |
| ----------------------------------------- | ---------------- | ----------------- | ----- |
| 1.°                                       | Jamal Charles    | Real Sociedad     | 7     |
| 2.°                                       | Jorge Benguché   | Olimpia           | 6     |
| 2.°                                       | Roberto Moreira  | Motagua           | 6     |
| 2.°                                       | Juan Ramón Mejía | Real de Minas     | 6     |
| 3.°                                       | Jerry Bengtson   | Olimpia           | 5     |
| 3.°                                       | Jeancarlo Vargas | Platense          | 5     |
| 3.°                                       | Rubilio Castillo | Motagua           | 5     |
| 3.°                                       | Carlos Discua    | Marathón          | 5     |
| 3.°                                       | Rony Martínez    | Real España       | 5     |
| 4.°                                       | José Pinto       | Olimpia           | 4     |
| 4.°                                       | Yustin Arboleda  | Olimpia           | 4     |
| 4.°                                       | Gonzalo Klusener | Motagua           | 4     |
| 4.°                                       | Bruno Volpi      | Marathón          | 4     |
| 4.°                                       | Edwin Solano     | Marathón          | 4     |
| 5.°                                       | Diego Reyes      | Platense          | 3     |
| 5.°                                       | Yeison Mejía     | Real Sociedad     | 3     |
| 5.°                                       | Rafael Agámez    | Honduras Progreso | 3     |
| 5.°                                       | Mario Martínez   | Marathón          | 3     |
| 5.°                                       | Darixon Vuelto   | Real España       | 3     |
| 5.°                                       | Delis Vargas     | Real España       | 3     |
| Última actualización: 15 de marzo de 2020 |                  |                   |       |